# (274860) Emilylakdawalla
(274860) Emilylakdawalla est un astéroïde de la ceinture principale.

## Description
Il fut découvert le 13 septembre 2009 par M. Busch et R. Kresken à l'OGS de l'ESA.
Il fut nommé en l'honneur d'Emily Lakdawalla (née en 1975), géologue américaine. Emily Lakdawalla est également une blogueuse et une communicante enthousiaste partageant sa passion de l'exploration spatiale, promouvant l'engagement citoyen auprès des scientifiques du monde entier.

## Compléments